# Drybrough Cup 1972
Der Drybrough Cup wurde 1972 zum 2. Mal ausgespielt. Der schottische Fußball-Pokalwettbewerb, der vom Schottischen Fußballverband geleitet wurde, begann am 29. Juli 1972 und endete mit dem Finale am 5. August 1972 im Hampden Park von Glasgow. Am Wettbewerb nahmen die jeweils vier bestplatzierten Teams aus der ersten und zweiten schottischen Liga der Saison 1971/72 teil. Der Wettbewerb fand im K.-o.-Modus statt und bestand aus der 1. Runde, dem Halbfinale und dem Finale. Im Endspiel standen sich Hibernian Edinburgh und Celtic Glasgow gegenüber. Die Hibs gewannen das Endspiel mit 5:3 nach Verlängerung. Celtic verlor das zweite Finale infolge in diesem Wettbewerb.

## 1. Runde
Ausgetragen wurden die Begegnungen am 29. Juli 1972.
|                     | Ergebnis |                 |
| ------------------- | -------- | --------------- |
| FC Aberdeen         | 1:0      | FC St. Mirren   |
| Celtic Glasgow      | 2:1      | FC Dumbarton    |
| Hibernian Edinburgh | 4:0      | FC Montrose     |
| Glasgow Rangers     | 3:1      | Stirling Albion |

## Halbfinale
Ausgetragen wurden die Begegnungen am 2. August 1972. 
|                     | Ergebnis  |                 |
| ------------------- | --------- | --------------- |
| Celtic Glasgow      | 3:2 n. V. | FC Aberdeen     |
| Hibernian Edinburgh | 3:0       | Glasgow Rangers |

## Finale
| Hibernian Edinburgh                      | Hibernian Edinburgh | Celtic Glasgow | Celtic Glasgow |
| ---------------------------------------- | --- | --- | -------------- |
| Hibernian Edinburgh                      | \| Finale \| \| 5. August 1972 in Glasgow (Hampden Park) \| \| Ergebnis: 5:3 n. V. (3:3, 2:0) \| \| Zuschauer: 49.462 \| \| Schiedsrichter: W. J. Mullen \| \| Spielbericht \|                                | \| Finale \| \| 5. August 1972 in Glasgow (Hampden Park) \| \| Ergebnis: 5:3 n. V. (3:3, 2:0) \| \| Zuschauer: 49.462 \| \| Schiedsrichter: W. J. Mullen \| \| Spielbericht \|                                            | Celtic Glasgow |
| Hibernian Edinburgh                      | Jim Herriot – John Brownlie, Erich Schaedler, Pat Stanton, Jim Black, John Blackley – Alex Cropley, Johnny Hamilton (48. Jimmy O’Rourke) – John Hazel, Alan Gordon, Arthur Duncan Cheftrainer: Eddie Turnbull | Evan Williams – Danny McGrain, Jim Craig, Billy McNeill, George Connelly, Jim Brogan – Tommy Callaghan, Bobby Murdoch, Jimmy Johnstone, Lou Macari – John Deans (57. Paul Wilson), Kenny Dalglish Cheftrainer: Jock Stein | Celtic Glasgow |
| Hibernian Edinburgh                      | 1:0 Alan Gordon (2.) 2:0 Alan Gordon (21.) 3:0 Jimmy O’Rourke (56.) 4:3 Jimmy O’Rourke (95.) 5:3 Arthur Duncan (118.)                                                                                         | 3:1 Billy McNeill (65.) 3:2 Jimmy Johnstone (77.) 3:3 Jimmy Johnstone (81.) | Celtic Glasgow |
| Finale                                   | | |                |
| 5. August 1972 in Glasgow (Hampden Park) | | |                |
| Ergebnis: 5:3 n. V. (3:3, 2:0)           | | |                |
| Zuschauer: 49.462                        | | |                |
| Schiedsrichter: W. J. Mullen             | | |                |
| Spielbericht                             | | |                |